# Pilagás
Pilagás is een departement in de Argentijnse provincie Formosa. Het departement (Spaans:  departamento) heeft een oppervlakte van 3.041 km² en telt 17.523 inwoners.

## Plaatsen in departement Pilagás
- Buena Vista
- El Espinillo
- Misión Tacaaglé
- Portón Negro
- Tres Lagunas